# Gamma Crucis
A Gamma Crucis (γ Cru, γ Crucis, Gacrux) a legközelebbi vörös óriás csillag. A Dél Keresztje csillagképben helyezkedik el, ezért Magyarországról nem látható. A Hipparcos csillagászati műhold parallaxis-mérései alapján a távolsága 88,6 fényév.

## Leírása
| Periódus (nap) | Magnitúdó |
| -------------- | --------- |
| 12,1           | 0,016     |
| 15,1           | 0,027     |
| 16,5           | 0,016     |
| 54,8           | 0,026     |
| 82,7           | 0,015     |
| 104,9          | 0,016     |

A Gacrux M3.5 III. színképosztályba tartozik. A fősorozat fejlődési vonaláról levált és vörös óriás lett belőle.
Tömege 30%-kal nagyobb a Napénál, de átmérője annak 84-szerese. A Nap fényességének 1500-szorosával sugároz. Felszíni hőmérséklete 3626 K, színe vöröses-narancs.
Félig-szabályos változócsillag, fényváltozásának több periódusa van (lásd a táblázatban).
Légköre gazdag báriumban, ami rendszerint arra utal, hogy van egy kísérője, ahonnan anyagot szív magához. Az ilyen kísérő idővel általában fehér törpévé válik. Kísérőjét még nem sikerült kimutatni. Van egy +6,4 magnitúdós csillag 2 ívpercre tőle, 128° irányban, amit binokulárral is látni lehet, ez azonban csak optikai kísérő, ami a Földtől 400 fényév távolságra van.

## Nevének eredete
Nincs önálló neve, a Gacrux a Gamma Crucis név összevonásából ered.
A portugálul beszélők „Rubídea” néven ismerik (=rubin-szerű), ami a színére vonatkozik.
Kínai neve 十字架 (Shí Zì Jià), aminek jelentése „kereszt” (ebbe tartozik az Alfa Crucis és a Béta Crucis is). A γ Crucis önálló kínai neve 十字架一 (Shí Zì Jià yī („a kereszt első csillaga”).

## Megfigyelése
Ismert volt az ókori görögök és rómaiak számára. Abban az időszakban a Föld precessziója következtében 40° északi szélességen is látható volt. Klaudiosz Ptolemaiosz ókori görög csillagász a Centaurus csillagképhez sorolta.

## Érdekességek
A Gamma Crucis megtalálható Ausztrália, Új-Zéland és Pápua Új-Guinea zászlójában, öt más csillag mellett, amik a Dél Keresztjét szimbolizálják. Brazília zászlajában 26 más csillag mellett található, itt Bahia államot jelképezi.

### Fordítás
- Ez a szócikk részben vagy egészben  a   Gamma Crucis című angol Wikipédia-szócikk fordításán alapul.  Az eredeti cikk szerkesztőit annak laptörténete sorolja fel. Ez a jelzés csupán a megfogalmazás eredetét és a szerzői jogokat jelzi, nem szolgál a cikkben szereplő információk forrásmegjelöléseként.